# Игуманија Стефанида (Главчић)
Стефанида Главчић (Београд, 9. новембар 1963) православна је монахиња и игуманија Манастира Брњака.

## Биографија
Игуманија Стефанида (Главчић), рођена 9. новембра 1963. године у Београду где је стекла основно образовање. Завршила је Историју Уметности на Филозофском факултету у Београду и у Скопљу.
Године 1993. године ступила у монашки живот у Манастир Прохор Пчињски код Бујановца под духовним руководством архимандрита Пајсија Танасијевића. После смрти оца Пајсија 2003. године преузела је управу манастира и била игуманија све до 2018. године. У врањској епархији живела двадесетпет година, одакле се са сестринством од 15 сестара преселила у Епархију рашко-призренску, привремено у Манастир Грачаницу, потом на Брњак, где је отпочела обнова манастира Светог Георгија, на месту где се у 13. веку налазила школа за девојчице при двору Јелене Анжујске.
Од 2018. па све до 2020. године била је игуманија Манастира Грачанице, а од 2020. године постала је старешина Манастира Брњака код Зубиног Потока.

## Књижевна дела
- Приче из Пчиње Партенон Београд 2019. године.